# Fred Gallagher
Fred Gallagher (Belfast, 1952. április 16. –) brit rali-navigátor.

## Pályafutása
Az 1975-ös RAC-ralin, a norvég John Haugland navigátoraként debütált a rali-világbajnokság mezőnyében. 1981 és 1983 között a finn Henri Toivonen mellett navigált.
1984-ben és 1985-ben Juha Kankkunen navigátora volt. A 85-ös szafari ralin megszerezték pályafutásuk első világbajnoki győzelmét, és még ebben a szezonban megnyerték az Elefántcsontpart-ralit is.
1986-tól egészen 1992-ig a svéd Björn Waldegard társaként szerepelt világbajnoki futamokon. Ez időszak alatt három győzelmet szereztek a sorozatban.
Későbbiekben még olyan jelentős versenyzők mellett dolgozott, mint Ari Vatanen, Thomas Radstrom, Petter Solberg és Simon Jean-Joseph.

### Rali-világbajnoki győzelmei
| #  | Dátum                           | Rali                  | Versenyző       | Autó                  | Összefoglaló |
| -- | ------------------------------- | --------------------- | --------------- | --------------------- | ------------ |
| 1. | 1985. április 4–8.              | Szafari rali          | Juha Kankkunen  | Toyota Celica TCT     | Összefoglaló |
| 2. | 1985. október 30. – november 3. | Elefántcsontpart-rali | Juha Kankkunen  | Toyota Celica TCT     | Összefoglaló |
| 3. | 1986. március 29. – április 2.  | Szafari rali          | Björn Waldegård | Toyota Celica TCT     | Összefoglaló |
| 4. | 1986. szeptember 24–27.         | Elefántcsontpart-rali | Björn Waldegård | Toyota Celica TCT     | Összefoglaló |
| 5. | 1990. április 11–16.            | Szafari rali          | Björn Waldegård | Toyota Celica GT-Four | Összefoglaló |

## Külső hivatkozások
- Profilja a juwra.com honlapon
- Profilja a rallybase.nl honlapon
- Rali-világbajnoki eredményei